# Oliver Svendsen
Oliver Svendsen (født 3. februar 2004 i Låsby, Danmark) er en dansk professionel motorcykelkører, der konkurrerer i Road Racing på både nationalt og internationalt niveau. Han er kendt for at være den første dansker til at vinde det tyske IDM SuperSport 300-mesterskab i 2024 og har siden markeret sig som en af de mest lovende unge talenter i europæisk motorsport.

### Baggrund og tidlige år
Oliver Svendsen er vokset op i en motorsportsfamilie, hvor både farfar, onkel og far har været aktive i rally, cross, ATV og Road Racing. Allerede som spæd var han med i barnevogn til motorsportsløb, og interessen for sporten blev hurtigt vakt. Han begyndte sin aktive karriere i ATV cross fra 2010 til 2014, efterfulgt af Mini Road Racing og senere Honda RS 125.

### Karriereforløb
Svendsen startede sin internationale karriere i 2019 i den hollandske Yamaha R3 Cup. Her blev det tydeligt, at der var stor forskel mellem det danske og internationale niveau, hvilket motiverede ham til at arbejde endnu hårdere for at slå igennem.
I 2020 og 2021 kørte han IDM SSP300 for Yamaha R3 bLU cRU Academy og blev i 2020 nomineret til Årets Talent ved Dansk Motorsport Award. I 2022 kørte han IDM SSP300 for RT Motorsports by SKM - Kawasaki og blev dansk mester i SuperSport 600 samt sølvvinder i det tyske langdistancemesterskab SSP600.
I 2023 deltog han i IDM SSP300 for B.ART Racing i Belgien og DM SSP600 for CS-M Racing. I 2024 kørte han IDM SSP300 for Team Freudenberg KTM og sikrede sig mesterskabstitlen med en sejr på Hockenheim Ring.
I 2025 rykkede han op i IDM Sportbike-klassen, hvor han kører for Triumph Germany Racing Team. Han har allerede vundet løb på Autodrom Most og Motorsport Arena Oschersleben, sat banerekorder og ført mesterskabet.

### Resultater og højdepunkter
- 2010–2014: ATV cross
- 2014–2017: Mini Road Racing
- 2017–2018: Honda RS 125
- 2019: Yamaha R3 Cup Holland
- 2020: IDM SSP300 – Yamaha R3 bLU cRU Academy
- 2020: Nomineret til Årets Talent – Dansk Motorsport Award
- 2021: IDM SSP300 – Yamaha R3 bLU cRU Academy
- 2022: IDM SSP300 – RT Motorsports by SKM – Kawasaki
- 2022: Dansk mester i SuperSport 600
- 2022: Sølv i tysk langdistance mesterskab SSP600
- 2023: IDM SSP300 – B.ART Racing Belgien
- 2023: DM SSP600 – CS-M Racing
- 2024: IDM SSP300 – Team Freudenberg KTM (Mester)
- 2025: IDM Sportbike – Triumph Germany Racing Team

### Eksterne links
- Officiel Facebook-profil